# Mungaka jezik
Mungaka jezik (ISO 639-3: mhk; bali, li, munga’ka, nga’ka, ngaaka), benue-kongoanski jezik iz Kameruna, kojim govori oko 50 100 ljudi (1982 SIL) u provinciji Northwest. Etnička grupa zove se Bali ali se ne smiju brkati s istoimenim narodima koji govore jezicima behoa [bep], uneapa [bbn], [tek], bali [bcn] i chamba [ndi] dijalektom bali.
Jedan je od 9 nunskih jezika, šira skupina mbam-nkam. Potoje tri dijalekta: bali nyonga (bali), ti (bati) i nde (bandeng).

## Vanjske poveznice
- Ethnologue (14th)
- Ethnologue (15th)